# Vonones sayi
Vonones sayi is een hooiwagen uit de familie Cosmetidae.

## Leefwijze
Dit bruine, ronde dier gebruikt zijn voorpoten om aanvallers in te smeren met een giftige substantie.

## Verspreiding en leefgebied
Deze soort komt voor in Panama.